# Bitwa pod Aliwal
Bitwa pod Aliwal – starcie zbrojne, które miało miejsce 28 stycznia 1846 pomiędzy Wielką Brytanią i Sikhami. Brytyjczycy byli dowodzeni przez sir Harry'ego Smitha, Sikhami dowodził Ranjodh Singh Majithia. W tej bitwie Brytyjczycy rozgromili wroga.